# 2008 en cyclisme
| Années du cyclisme : 2005 - 2006 - 2007 - 2008 - 2009 - 2010 - 2011    |
| Décennies du cyclisme : 1970 - 1980 - 1990 - 2000 - 2010 - 2020 - 2030 |

Les faits marquants de l'année 2008 en cyclisme.

## Par mois

### Janvier
- 6 janvier : championnats nationaux de cyclo-cross : parmi les principaux champions : Sven Nys (Belgique), Francis Mourey (France), Roger Hammond (Grande-Bretagne), Marco Aurelio Fontana (Italie), Lars Boom (Pays-Bas). Hanka Kupfernagel acquiert son septième titre de championne d'Allemagne de la discipline.

- 8 janvier : des traces d'amphétamines sont trouvées dans le sang de Stefan Schumacher lors d'un contrôle sanguin réalisé après un accident de circulation le 7 octobre 2007[1]. Il ne fera cependant pas l'objet de poursuite disciplinaires, car il s'agirait d'une consommation d'amphétamines en dehors des périodes de compétition.

- 9 janvier : Bridie O'Donnell est sacrée championne d'Australie contre-la-montre[2].

- 10 janvier : Adam Hansen remporte le championnat d'Australie du contre-la-montre.

- 11 janvier : contrôlé positif à la testostérone lors de la Flèche wallonne 2007, Matthias Kessler est suspendu deux ans[3].

- 12 janvier : l'épreuve en ligne féminine des championnats d'Australie est remportée par Oenone Wood.

- 13 janvier :
  - Matthew Lloyd s'adjuge le titre de champion d'Australie sur route.
  - Lars Boom remporte le cyclo-cross de Liévin, huitième manche de la coupe du monde.

- 14 janvier : après avoir annoncé son intention d'entendre les coureurs, médecins et dirigeants sportifs impliqués dans l'affaire Puerto, le Comité national olympique italien (CONI), par la voix de son procureur antidopage Ettore Torri, évoque l'éventualité d'une interdiction de courir en Italie pour les coureurs dont les responsabilités seraient établies[4].

- 18 janvier : le quotidien sportif italien La Gazzetta dello Sport annonce le retour du sprinter Mario Cipollini à la compétition, après près de trois ans d'inactivité, au sein de l'équipe continentale américaine Rock Racing[5].

- 20 janvier :
  - Lilian Jégou (La Française des Jeux) gagne la Tropicale Amissa Bongo.
  - La dernière épreuve de la coupe du monde de cyclo-cross à Hoogerheide voit la victoire de Lars Boom.

- 23 janvier : les organisateurs du Championnat de Zurich, épreuve du ProTour annulée en 2007, annoncent son retour en septembre 2008 dans le circuit féminin[6].

- 24 janvier : le coureur belge Björn Leukemans est suspendu pour deux ans par la commission disciplinaire de la Communauté flamande en raison d'un contrôle positif à la testostérone[7].

- 27 janvier :
  - Le sprinter allemand André Greipel (Team High Road) remporte le Tour Down Under, première course ProTour de la saison, en s'adjugeant quatre des six étapes.
  - Hanka Kupfernagel est sacrée championne du monde de cyclo-cross pour la quatrième fois. L'épreuve masculine de ces championnats du monde voit la victoire du Néerlandais Lars Boom, mettant fin à sept années de domination des coureurs belges.
  - Le Tour de Basse-Saxe, qui devait être disputé au mois d'avril, est annulé[8].

- 28 janvier : l'ancien vice-champion de monde de cyclo-cross Tom Vannoppen, qui a avoué avoir consommé de la cocaïne, est exclu de l'équipe AVB[9].

- 29 janvier : la course allemande Rund um die Hainleite disparaît du calendrier de l'UCI Europe Tour pour devenir la dernière étape du Tour de Thuringe, épreuve réservée aux coureurs de moins de 23 ans[10].

- 30 janvier : l'édition 2008 de Drei-Länder-Tour est annulée en raison du retrait du principal sponsor Sparkassen Versicherung[11]. Il s'agit de la quatrième course professionnelle allemande à subir ce sort en 2008.

### Février
- 1er février :
  - Comme en 2007, l'équipe Quick Step signe un doublé sur le Tour de Qatar avec Tom Boonen et Steven de Jongh sur les deux premières marches du podium.
  - RCS Sport communique la liste des équipes invitées au Tour d'Italie. Quatre équipes ProTour en sont exclues : Astana, Bouygues Telecom, Crédit agricole et Team High Road. La formation italienne Acqua & Sapone de l'ancien vainqueur du Giro Stefano Garzelli ne sera pas non plus au départ[12].

- 3 février : Hervé Duclos-Lassalle (Cofidis) remporte le Grand Prix d'ouverture La Marseillaise, qui lance la saison cycliste européenne.

- 4 février :
  - Les coureurs du Tour de France 2007 réclament le paiement des primes, bloquées en attendant l'issue des affaires de dopages[13].
  - L'équipe Team High Road déménage son siège de Bonn en Allemagne à San Luis Obispo aux États-Unis (Californie). Se définissant comme une équipe internationale, elle maintient sa logistique à Bonn[14].

- 9 février : le sprinter Alessandro Petacchi signe son quatrième succès consécutif sur le Grand Prix de la côte étrusque, première course italienne de l'année.

- 10 février :
  - Au terme de la cinquième étape, le Russe Yury Trofimov (Bouygues Telecom) remporte l'Étoile de Bessèges.
  - En attaquant dans le dernier kilomètre, le Belge Philippe Gilbert (La Française des Jeux) s'adjuge le Trofeo Mallorca avec une légère avance sur les sprinters Graeme Brown (Rabobank) et Robert Förster (Gerolsteiner).

- 11 février : l'Australien Graeme Brown bat au sprint Denis Flahaut (Saunier Duval-Scott) et Gert Steegmans (Quick Step) lors du Trofeo Cala Millor-Cala Bona.

- 12 février : Le Trofeo Pollenca est remporté par José Joaquín Rojas (Caisse d'Épargne) devant Giovanni Visconti (Quick Step) et Philippe Gilbert.

- 13 février :
  - Philippe Gilbert signe sa deuxième victoire sur le Challenge de Majorque en gagnant le Trofeo Soller.
  - ASO annonce la sélection des équipes invitées à participer à Paris-Nice et fait savoir que l'équipe Astana ne participera à aucune des épreuves qu'elle organise. Cela exclut notamment du Tour de France le tenant du titre Alberto Contador, ainsi que Levi Leipheimer et Andreas Klöden[15].
  - Après trois éditions entre 2005 et 2007, l'Eindhoven Team Time Trial, ou contre-la-montre par équipes du ProTour, disparaît[16].
  - Julian Dean double son titre de champion de Nouvelle-Zélande sur route[17].

- 14 février :
  - L’Audience provinciale de Madrid rouvre le dossier de l'Affaire Puerto, classé en mars 2007[18].
  - Gert Steegmans gagne le Trofeo Calvia. Philippe Gilbert est le vainqueur final du Challenge de Majorque.

- 15 février : exclue de la sélection dans un premier temps, Team High Road obtient une invitation pour le Tour d'Italie 2008[19].

- 16 février : La première édition du Tour de la province de Grosseto est perturbée durant sa deuxième étape par une grève des coureurs protestant contre la dangerosité de la fin du parcours[20].

- 17 février :
  - Le Tour de Langkawi voit la victoire du Moldave Ruslan Ivanov (Serramenti PVC Diquigiovanni).
  - Après avoir signé sa première victoire professionnelle lors de la troisième étape, le Russe Alexandre Botcharov (Crédit agricole) s'impose au classement final du Tour méditerranéen, devant David Moncoutié (Cofidis) et Michael Albasini (Liquigas).
  - Le Tour de la province de Grosseto est remporté par Filippo Pozzato (Liquigas), vainqueur de la première étape.

- 19 février : RCS Sport annonce les équipes sélectionnées pour participer à Milan-San Remo et Tirreno-Adriatico. Les équipes Astana et Acqua & Sapone n'en font pas partie[21]

- 21 février : à l'issue de la cinquième et dernière étape, Pablo Lastras (Caisse d'Épargne) remporte le Tour d'Andalousie devant le jeune Français Clément Lhotellerie (Skil-Shimano), leader du classement général pendant une journée, et l'Australien Cadel Evans, vainqueur d'étape (Silence-Lotto).

- 23 février : le Trofeo Laigueglia se conclut par un sprint massif remporté par l'Italien Luca Paolini (Acqua & Sapone).

- 24 février :
  - Levi Leipheimer (Astana) s'impose pour la deuxième fois sur le Tour de Californie. David Millar et Christian Vande Velde (Slipstream Chipotle) complètent le podium.
  - Le champion de Belgique Stijn Devolder (Quick Step) est le vainqueur final du Tour de l'Algarve, devant le Français Sylvain Chavanel (Cofidis) et le Lituanien Tomas Vaitkus (Astana).
  - L'Italien Davide Rebellin s'impose pour la deuxième fois sur le Tour du Haut-Var, en battant au sprint ses compagnons d'échappée Rinaldo Nocentini (AG2R La Mondiale) et Alexandre Botcharov (Crédit agricole).
  - L'Américaine Katheryn Mattis s'adjuge la première manche de la Coupe du monde sur route, la Geelong World Cup.

- 27 février :
  - L'ancien coureur allemand médaillé de bronze du kilomètre des Jeux olympiques de Séoul en 1988 Robert Lechner avoue avoir eu recours au dopage durant sa carrière[22].
  - Malgré les pressions de l'UCI, les équipes décident de participer à Paris-Nice[23].
  - Le Comité olympique italien requiert deux ans de suspension à l'encontre de Danilo Di Luca pour un contrôle antidopage positif lors du Tour d'Italie 2007[24].

- 28 février : non-inscrite sur les calendriers de l'Union cycliste internationale, la course Paris-Nice sera organisée sous l'égide de la Fédération française de cyclisme[25],[26].

- 29 février : l'équipe continentale professionnelle obtient le label « wild card », lui permettant d'être invitée sur les épreuves du ProTour[27]. L'Union cycliste internationale a conditionné cette attribution à l'engagement de l'équipe de ne pas aligner Frank Vandenbroucke[28].

### Mars
- 1er mars :
  - Après 50 kilomètres d'échappée, Philippe Gilbert remporte le Het Volk, course d'ouverture de la saison cycliste belge[29].
  - Rubén Plaza (Benfica) est le vainqueur final du Tour de la Communauté valencienne.

- 2 mars :
  - Le Néerlandais Steven de Jongh s'impose pour la deuxième fois sur Kuurne-Bruxelles-Kuurne. Son équipe, la Quick Step, fait une démonstration de force en contrôlant la course et en plaçant sept coureurs parmi les 21 premiers à l'arrivée[30].
  - Au Grand Prix de Lugano, Rinaldo Nocentini devance Davide Rebellin une semaine après s'être incliné derrière ce dernier au Tour du Haut-Var.
  - L'Argentin Juan José Haedo (Team CSC) remporte la Clásica de Almería au sprint devant les deux coureurs de Rabobank Óscar Freire et Graeme Brown.

- 4 mars : l'UCI menace de sanctions les coureurs qui participeraient à Paris-Nice[31].

- 5 mars : auatre jours après le Het Volk, Philippe Gilbert (La Française des Jeux) remporte Le Samyn au sprint devant son compatriote Kevyn Ista (Agritubel).

- 8 mars :
  - L'Espagnol Alejandro Valverde (Caisse d'Épargne) signe une troisième victoire au Tour de Murcie, devançant Stefano Garzelli (Acqua & Sapone) de deux secondes et Alberto Contador (Astana) de six secondes.
  - Sur la deuxième édition du Monte Paschi Eroica, le Suisse Fabian Cancellara bat l'Italien Alessandro Ballan avec qui il a attaqué à dix kilomètres de l'arrivée.
  - Les équipes cyclistes décident de participer à Paris-Nice, malgré les menaces de l'UCI[32].

- 9 mars : vainqueur de la troisième et dernière étape, le Néerlandais Bobbie Traksel (P3Transfer - Batavus) remporte les Trois Jours de Flandre-Occidentale. Le Belge Niko Eeckhout (Topsport Vlaanderen) et le Russe Sergueï Ivanov (Astana) complètent le podium.

- 12 mars : le premier Tour ivoirien de la Paix voit la victoire du Français Rony Martias (Bouygues Telecom). Son coéquipier et compatriote Sébastien Turgot, terminant avec le même temps, est classé second.

- 13 mars : la société Computer Sciences Corporation annonce la fin de son partenariat avec l'équipe de Bjarne Riis Team CSC[33],[34]

- 16 mars :
  - L'Italien Davide Rebellin Gerolsteiner est le vainqueur final de Paris-Nice, devant Rinaldo Nocentini (AG2R La Mondiale) et Yaroslav Popovych (Silence-Lotto).
  - Lors de la dernière étape de Paris-Nice, les coureurs prennent le départ en retard afin de protester contre le contrôle antidopage subi par le coureur belge Kevin Van Impe alors qu'il était au crématorium[35].
  - Santarem

- 18 mars :
  - Vainqueur du contre-la-montre l'avant-veille, Fabian Cancellara (Team CSC) remporte Tirreno-Adriatico à l'issue de la septième étape. Enrico Gasparotto (Barloworld) et Thomas Lövkvist (Team High Road) sont deuxième et troisième.
  - Après un bref retour dans le peloton professionnel sur le Tour de Californie et une vaine tentative de participer à Milan-San Remo, Mario Cipollini achève sa collaboration avec l'équipe Rock Racing[36].

- 19 mars : le Belge Wouter Weylandt (Quick Step) remporte au sprint la Nokere Koerse, devant Jürgen Roelandts (Silence-Lotto) et André Greipel (Team High Road).

- 20 mars : conformément à ce qu'Amaury Sport Organisation avait annoncé précédemment, l'équipe Astana n'est pas invitée au Tour de France 2008. Outre l'ensemble des autres équipes ProTour, les équipes continentales professionnelles Agritubel, Barloworld, Slipstream Chipotle reçoivent une invitation.

- 21 mars : sans équipe depuis la disparition de Discovery Channel, Allan Davis est recruté par l'équipe belge Mitsubishi-Jartazi[37].

- 22 mars :
  - Attaquant à deux kilomètres de l'arrivée, Fabian Cancellara (Team CSC) s'adjuge la classique italienne Milan-San Remo avec quatre secondes d'avance sur un groupe réglé au sprint par Filippo Pozzato (Liquigas) et Philippe Gilbert (La Française des Jeux). Après le Monte Paschi Eroica et Tirreno-Adriatico, il s'agit de la troisième victoire consécutive pour le coureur suisse.
  - Le Lituanien Tomas Vaitkus (Astana) devance au sprint Wouter Weylandt (Quick Step et Bobbie Traksel (P3Transfer-Batavus) au Tour du Groene Hart.
  - L'Estonien Janek Tombak (Mitsubishi-Jartazi) remporte Cholet-Pays de Loire devant Bert De Waele (Landbouwkrediet - Tönissteiner) et Émilien-Benoît Bergès (Agritubel).

- 24 mars :
  - Le Tour de Cologne est annulé en raison des chutes de neiges[38].
  - L'Espagnol Daniel Moreno intègre l'équipe Caisse d'Épargne[39]. Douzième du Tour d'Espagne 2007, il était sans employeur depuis la disparition de l'équipe Relax-GAM.

- 26 mars : sous la pluie, l'épreuve flandrienne À travers les Flandres est remportée pour la première fois par un Français, Sylvain Chavanel (Cofidis), qui s'y impose en solitaire.

- 27 mars : l'Agence mondiale antidopage (AMA) décide de se retirer du projet de passeport sanguin de l'UCI, arguant de l'action en justice intentée par la fédération internationale contre Dick Pound, ancien président de l'AMA[40]

- 28 mars : comme en 2007, le leader d'Astana Alberto Contador sort vainqueur du Tour de Castille-et-León, après en avoir gagné deux étapes. Il devance le Colombien Mauricio Soler (Barloworld) et le Néerlandais Thomas Dekker (Rabobank).

- 29 mars :
  - Le Norvégien Kurt Asle Arvesen (Team CSC) succède au quadruple vainqueur Tom Boonen au palmarès du Grand Prix E3, arrivant à Harelbeke avec cinq secondes d'avance sur David Kopp (Cycle Collstrop) et Greg Van Avermaet (Silence-Lotto).
  - Ayant pris la tête du classement général l'avant-veille grâce à sa victoire d'étape en montagne, Cadel Evans s'impose dans la Semaine internationale Coppi et Bartali.

- 30 mars :
  - Jens Voigt (Team CSC) remporte pour la quatrième fois le Critérium International. Sans remporter d'étape, le coureur allemand distance son coéquipier Gustav Larsson et l'Espagnol Luis León Sánchez (Caisse d'Épargne).
  - Quatre jours après À travers les Flandres, Sylvain Chavanel gagne la Flèche brabançonne, franchissant à nouveau seul la ligne d'arrivée.
  - Le GP Llodio voit la victoire en solitaire de l'Espagnol Héctor Guerra de l'équipe portugaise Liberty Seguros.

### Avril
- 3 avril : vainqueur de la dernière étape courue contre-la-montre, le Néerlandais Joost Posthuma (Rabobank) remporte les Trois Jours de La Panne. Il devance les Italiens Manuel Quinziato (Liquigas) et Enrico Gasparotto (Barloworld) au classement général.

- 4 avril : le Belge Kevyn Ista (Agritubel) s'impose au sprint sur la route Adélie, devant Benoît Vaugrenard (La Française des Jeux).

- 5 avril :
  - L'équipe Team High Road réalise un doublé sur le Hel van het Mergelland avec Tony Martin et Adam Hansen, arrivés avec près de sept minutes d'avance sur leurs poursuivants.
  - Pour la deuxième fois, Fabian Wegmann (Gerolsteiner) gagne le Grand Prix Miguel Indurain.

- 6 avril : Danilo Di Luca est le vainqueur final de la Semaine cycliste lombarde, deux jours après avoir enlevé la quatrième étape. Il devance au classement général ses coéquipiers de LPR Brakes Paolo Savoldelli et Daniele Pietropolli.

### Juillet
- 1er juillet : la fédération monégasque de cyclisme prononce une suspension de deux ans à l'encontre du Danois Michael Rasmussen pour avoir manqué plusieurs contrôles antidopage. Cette suspension court à compter du 25 juillet 2007, date de son exclusion du Tour de France[41].
- 11 juillet : l'Espagnol Manuel Beltrán, coureur de l'équipe italienne Liquigas, est contrôlé positif à l'EPO à l'issue de la première étape du Tour[42] et mis hors-course par son équipe après la 7e étape et le soir. Des perquisitions sont menées dans son hôtel par la police.
- 13 juillet : Thomas Rohregger s'adjuge le Tour d'Autriche
- 16 juillet :
  - Les 17 équipes ProTour présentes au Tour de France annonce qu'elles ne renouvelleront pas leur licence ProTour en 2009.
  - L'Espagnol Moisés Dueñas est également contrôlé positif à l'EPO à l'issue de l'étape de contre-la-montre disputée à Cholet le 8 juillet. Le coureur de l'équipe Barloworld, premier de son équipe au classement général est mis hors course par son équipe dès l'annonce de ce résultat[43].
- 17 juillet : Riccardo Riccò est contrôlé positif à l'EPO. Son équipe, Saunier Duval-Scott, se retire du Tour de France[44].
- 18 juillet : Riccardo Ricco et Leonardo Piepoli sont licenciés par l'équipe Saunier Duval-Scott[45].
- 20 juillet : l'Américain Tyler Hamilton gagne le Tour du lac Qinghai, son premier succès depuis 2004.
- 25 juillet
  - La formation Saunier Duval-Scott devient Scott-American Beef[46].
  - Le Russe Vladimir Gusev est licencié par la formation Astana en raison d'irrégularités révélées par des tests médicaux internes[47].
- 27 juillet : l'Espagnol Carlos Sastre (CSC-Saxo Bank) remporte le Tour de France. Il devance Cadel Evans (Silence-Lotto) et Bernhard Kohl (Gerolsteiner).
- 28 juillet : le contrôle antidopage subi par Marta Bastianelli à l'issue du championnat d'Europe est annoncé positif à la flenfluramine[48]. Le VTTiste Peter Riis Andersen est contrôle positif à l'EPO[49].
- 30 juillet :
  - Sergueï Ivanov remporte le Tour de Wallonie
  - Kori Seehafer (Menikini-Selle Italia-Masters Color) remporte l'Open de Suède Vårgårda, huitième manche de la Coupe du monde.
- 31 juillet :
  - Les coureurs italiens Paolo Bossoni et Giovanni Carini ont fait l'objet d'un contrôle antidopage positif à l'EPO à l'occasion des championnats d'Italie de cyclisme sur route[50].
  - Six coureurs amateurs de l'Union sportive lamentinoise, ainsi qu'une septième personnes, sont placées en garde à vue à la suite d'une saisie douanière, deux jours avant le Tour de Guadeloupe auquel ils doivent participer[51].

### Août
- 1er août :
  - 6 coureurs sont contrôlés positifs au Tour de Colombie : Giovanni Barriga, Hernán Buenahora, Camilo Gomez, Juan Guillermo Castro, Rafael Montiel et Carlos Ospina Hernandez.
  - L'équipe Cervélo Lifeforce Pro Cycling Team remporte le contre-la-montre par équipe de l'Open de Suède Vårgårda, neuvième manche de la Coupe du monde.

- 2 août : Alejandro Valverde remporte la Classique de Saint-Sébastien devant Alexandr Kolobnev et Davide Rebellin.
- 9 août : l'Espagnol Samuel Sánchez remporte la médaille de la course en ligne aux Jeux olympiques à Pékin. Il devance Davide Rebellin et Fabian Cancellara.
- 10 août : la britannique Nicole Cooke remporte la médaille de la course en ligne aux Jeux olympiques à Pékin. Elle devance Emma Johansson et Tatiana Guderzo.
- 13 août : le Suisse Fabian Cancellara et l'Américaine Kristin Armstrong sont sacrés champions olympiques du contre-la-montre. Ils devancent respectivement Gustav Larsson et Levi Leipheimer, et Emma Pooley et Karin Thürig.
- 17 août : Luise Keller (Columbia Women) remporte la Route de France féminine.
- 24 août : Fabiana Luperini s'impose au Grand Prix de Plouay féminin, dixième épreuve de la Coupe du monde de cyclisme sur route féminine 2008
- 25 août : Pierrick Fédrigo (Bouygues Telecom) gagne le Grand Prix de Plouay
- 27 août : José Iván Gutiérrez (Caisse d'Épargne) remporte son deuxième Eneco Tour consécutif

### Septembre
- 6 septembre : l'Allemand Linus Gerdemann (Team Columbia) s'impose sur le Tour d'Allemagne.

- 7 septembre : Robbie McEwen remporte sa première classique, la Vattenfall Cyclassics à Hambourg.

- 9 septembre : le septuple vainqueur du Tour de France Lance Armstrong annonce son retour à la compétition en 2009

- 23 septembre : la première journée des championnats du monde de cyclisme sur route à Varèse voient la victoire de l'Italien Adriano Malori sur le contre-la-montre espoirs.

- 24 septembre : l'Américaine Amber Neben est championne du monde du contre-la-montre. Elle bat Christiane Soeder et Judith Arndt.

- 25 septembre : l'Allemand Bert Grabsch crée la surprise en décrochant le titre de champion du monde du contre-la-montre. Il devance le Canadien Svein Tuft et l'Américain David Zabriskie.

- 26 septembre : le Colombien Fabio Duarte est le nouveau champion du monde espoirs sur route.

- 27 septembre : après avoir remporté la course en ligne des Jeux olympiques, la Britannique Nicole Cooke remporte le Championnat du monde sur route devant Marianne Vos et Judith Arndt.

- 28 septembre : l'Italien Alessandro Ballan est sacré champion du monde sur route. Il devance son compatriote Damiano Cunego et le Danois Matti Breschel.

### Octobre
- 5 octobre : Francesco Masciarelli (Acqua & Sapone) remporte le Tour du Latium.

- 6 octobre : de nouvelles analyses décèlent des traces de CERA dans les échantillons de Leonardo Piepoli et Stefan Schumacher prélevés durant le Tour de France.

- 9 octobre : l'Autrichien Bernhard Eisel gagne Paris-Bourges. À l'issue de cette dernière manche, Jérôme Pineau est déclaré vainqueur de la Coupe de France 2008.

- 12 octobre : Philippe Gilbert, qui dispute sa dernière course sur les couleurs de La Française des Jeux, offre à Marc Madiot en cadeau de départ la classique Paris-Tours. Il devance un autre belge Jan Kuyckx et le français Sébastien Turgot.

- 13 octobre : Bernhard Kohl est à son tour contrôlé positif au CERA durant le Tour.

- 16 octobre : à la suite des nouveaux cas de dopage, les chaînes de télévision publiques allemande ARD et ZDF décident de ne pas retransmettre le Tour de France 2009 et les organisateurs du Tour d'Allemagne et la Fédération allemande de cyclisme (BDR) annoncent l'annulation de l'édition 2009[52].

- 18 octobre : l'Italien Damiano Cunego remporte en solitaire le Tour de Lombardie, la dernière course européenne de la saison. Le Slovène Janez Brajkovič et le Colombien Rigoberto Urán complètent le podium.

- Les classements de fin de saison ont rendu leurs verdicts, l'UCI ProTour est remporté par l'Espagnol Alejandro Valverde, la Coupe du monde fémninine par l'Allemande Judith Arndt. Nicholas White (Afrique du Sud) remporte l'UCI Africa Tour, Manuel Medina (Venezuela) l'UCI America Tour, Hossein Askari (Iran) l'UCI Asia Tour, Enrico Gasparotto (Italie) l'UCI Europe Tour et Hayden Roulston (Nouvelle-Zélande) l'UCI Oceania Tour.

### Novembre
- 26 novembre : enregistrement des 18 équipes ProTour par l'UCI[53].

### Décembre
- 2 décembre : enregistrement des équipes continentales professionnelles par l'UCI[54].

## Rendez-vous programmés

### Saison ProTour
- Du 20 janvier au 5 octobre

- Du 24 février au 16 septembre

### J.O.
- Du 6 août au 24 août : Courses olympiques hommes et femmes aux J.O. 2008 à Pékin.

### Grands Tours
- Tour de France :  Carlos Sastre (Team CSC).
- Tour d'Italie  :  Alberto Contador (Astana).
- Tour d'Espagne  :  Alberto Contador (Astana).

## Principales classiques
- Milan-San Remo :  Fabian Cancellara (CSC)
- Tour des Flandres :  Stijn Devolder (Quick Step)
- Gand-Wevelgem :  Óscar Freire (Rabobank)
- Paris-Roubaix :  Tom Boonen (Quick Step)
- Amstel Gold Race :  Damiano Cunego (Lampre)
- Flèche wallonne :  Kim Kirchen (High Road)
- Liège-Bastogne-Liège :  Alejandro Valverde (Caisse d'Épargne)
- Classique de Saint-Sébastien :  Alejandro Valverde (Caisse d'Épargne)
- Paris-Tours :  Philippe Gilbert (La Française des Jeux)
- Tour de Lombardie :  Damiano Cunego (Lampre)

### Évènements
- Championnats du monde de cyclisme sur route 2008 .
- Championnat du monde de cyclo-cross 2008.
- Championnats du monde de cyclisme sur piste 2008 du 26 au 30 mars.

## Principaux champions nationaux
- Allemagne : Fabian Wegmann (Gerolsteiner).
- Australie : Matthew Lloyd (Silence-Lotto).
- Belgique : Jürgen Roelandts (Silence-Lotto).
- Danemark :  Nicki Sørensen (Team CSC).
- Espagne : Alejandro Valverde (Caisse d'Épargne).
- États-Unis : Tyler Hamilton (Rock Racing).
- France :  Nicolas Vogondy  (Agritubel).
- Grande-Bretagne : Robert Hayles.
- Italie : Filippo Simeoni (Flaminia-Bossini).
- Luxembourg : Fränk Schleck (Team CSC).
- Norvège :  Kurt Asle Arvesen (Team CSC).
- Pays-Bas :  Lars Boom  (Rabobank).
- Russie :  Sergueï Ivanov (Astana).
- Suisse : Markus Zberg (Gerolsteiner).

## Principaux décès
- 7 janvier : John Braspennincx, coureur néerlandais, 94 ans.
- 15 janvier : Jason MacIntyre, coureur britannique, 34 ans.
- 31 janvier : Gary Wiggins, coureur australien, 55 ans.
- 9 février : Frans Brands, coureur belge, 67 ans.
- 15 février : Marcel Hendrickx, coureur belge, 82 ans.
- 28 mars : Valentino Fois, coureur italien, 34 ans.
- 11 mai : Bruno Neves, cycliste portugais, 26 ans.
- 26 mai : Daniel Van Ryckeghem, coureur belge, 62 ans.
- 14 juillet : Denis Kudashev, coureur russe, 27 ans.
- 18 juillet : Édouard Fachleitner, coureur français, 87 ans.
- 21 octobre : Alex Close, coureur belge, 86 ans.